# Circuit urbain de Valence
À ne pas confondre avec le Circuit de Valence Ricardo Tormo.
Le circuit urbain de Valence est un circuit automobile semi-permanent tracé autour du port de Valence, en Espagne. Il a accueilli, de 2008 à 2012, cinq éditions du Grand Prix automobile d'Europe de Formule 1.

## Historique
La création du circuit urbain de Valence (à ne pas confondre avec le circuit permanent de Valence, localisé à Cheste, et qui accueille régulièrement les Formule 1 dans le cadre d'essais privés) s'inscrit une tendance initiée par Bernie Ecclestone et visant à multiplier les courses en ville, tout en surfant sur la forte popularité de la F1 en Espagne à la suite des titres mondiaux de Fernando Alonso. 
Un accord entre le « grand argentier » de la F1  et la société Valmor Sport pour l'organisation de l'épreuve est trouvé au début de l'année 2007 et porte sur une durée de sept ans. Le dessin du circuit sera confié à l'architecte allemand Hermann Tilke, maître d'œuvre de la plupart des nouveaux tracés du championnat du monde. Le feu vert à l'organisation de l'épreuve est donné par les élus locaux en juin 2007. Bernie Ecclestone avait d'ailleurs créé une polémique en Espagne en laissant entendre quelques semaines plus tôt que la tenue du Grand Prix serait conditionnée par le résultat des élections du 27 mai 2007 et la réélection de Francisco Camps, membre du Parti Populaire (PP), à la présidence du gouvernement régional. Accusé d'ingérence dans le processus démocratique, Ecclestone avait par la suite nié le sens donné à ses propos.

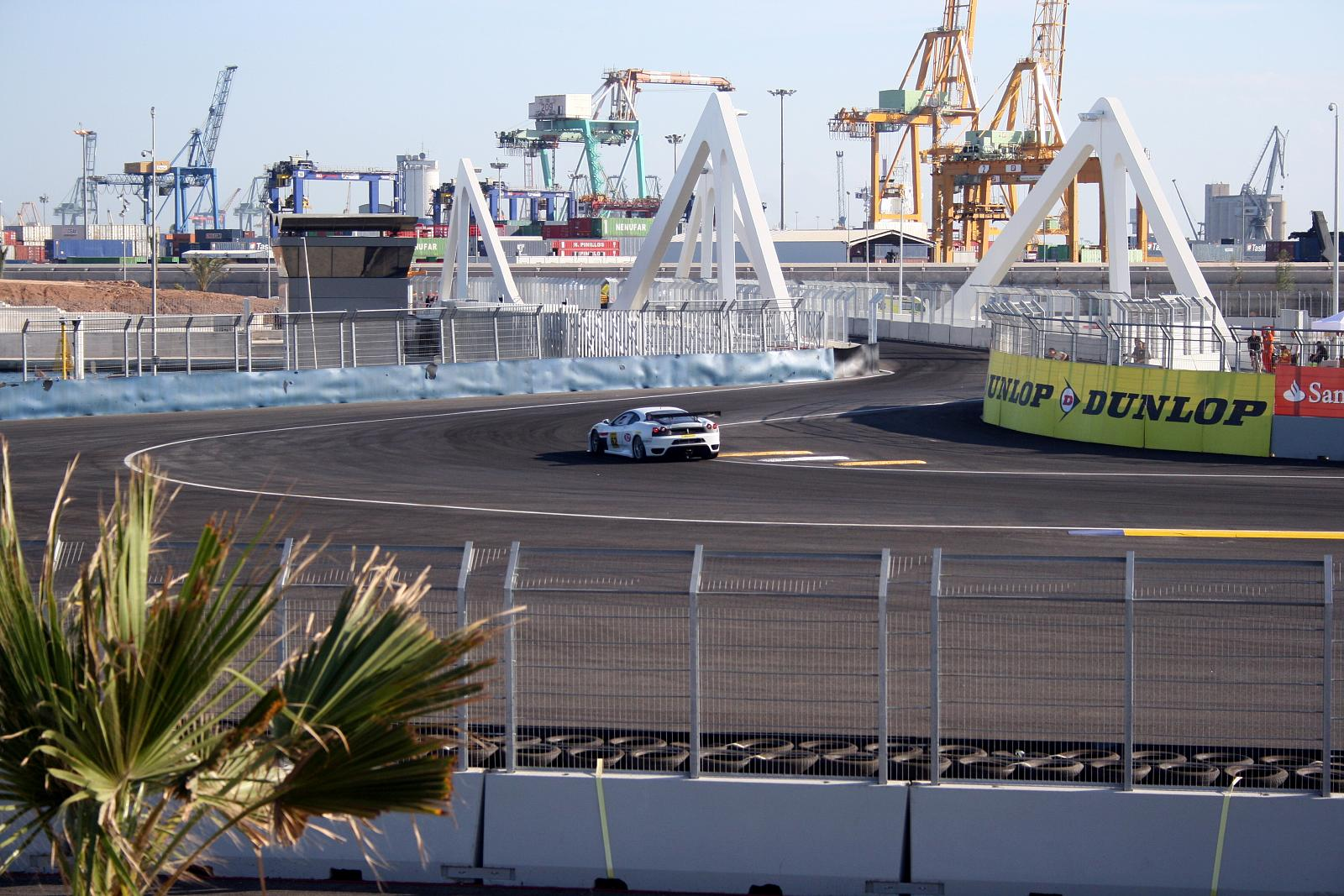
Le passage sur le pont, l'une des caractéristiques du circuit.

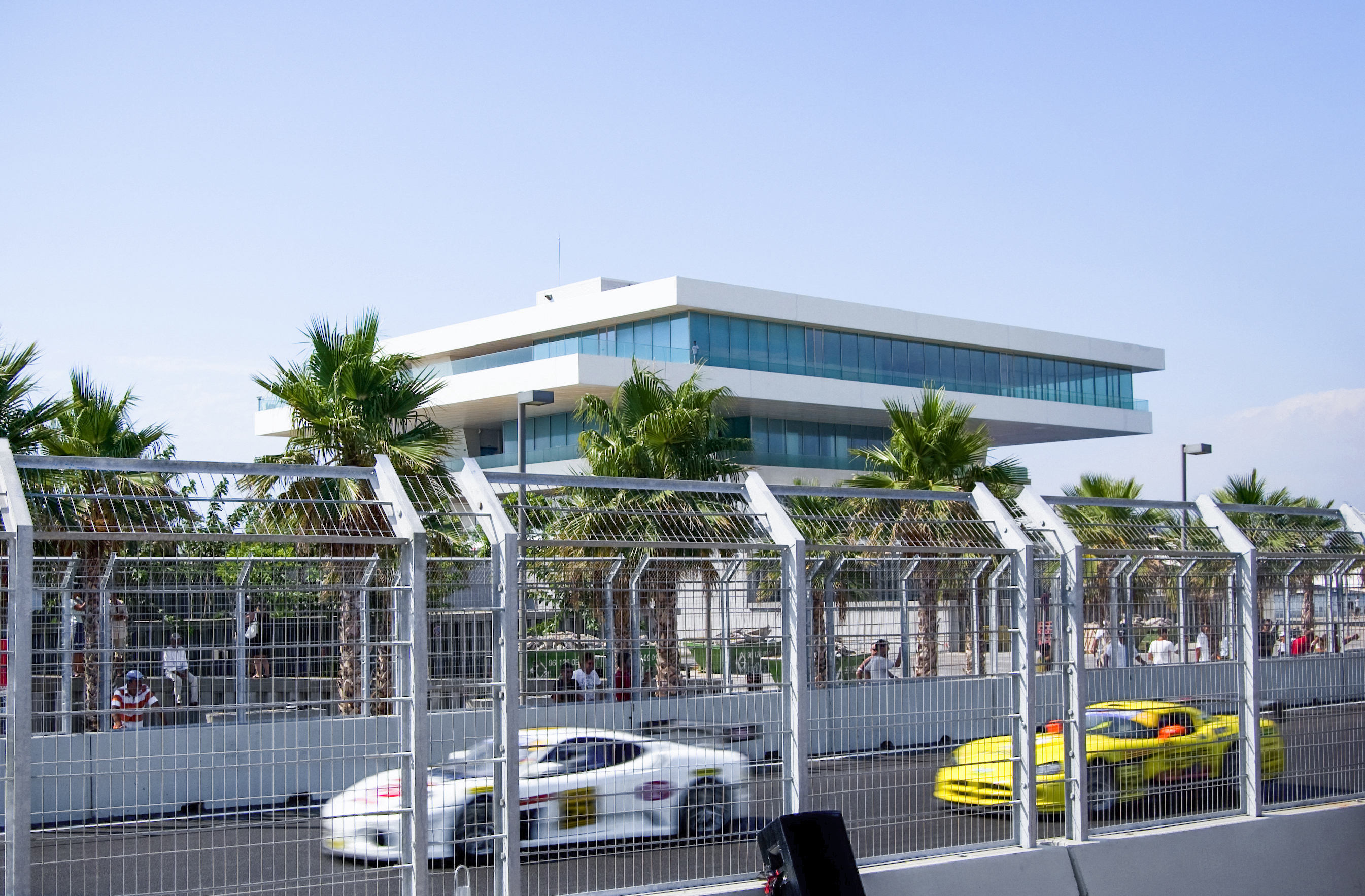
Le pavillon de la coupe de l'America Veles e Vents et le circuit automobile.

D'une longueur de 5,473 kilomètres, avec 25 virages, le circuit est tracé sur le port, à proximité des installations de la Coupe de l'America. Il utilise pour l'essentiel des voies de circulation déjà existantes, mais également des portions spécialement conçues pour l'occasion. L'un des endroits les plus caractéristiques du circuit est le passage sur un pont pivotant. Malgré son caractère urbain, le tracé est plutôt comparé aux circuits semi-urbains de Montréal et Melbourne, et cela en raison de la grande largeur de la piste et de l'excellente condition du revêtement, qui le distinguent des circuits urbains utilisés en Amérique du Nord.
Le circuit est inauguré fin juillet 2008 à l'occasion de courses de Formule 3 et de GT espagnoles, avant d'accueillir le 24 août le Grand Prix d'Europe 2008, douzième manche du championnat du monde 2008. L'épreuve est remportée par Felipe Massa au terme d'une course assez terne, marquée par un très faible nombre d'incidents mais également la quasi-impossibilité pour les concurrents de se dépasser.
Actuellement, le circuit est à l'abandon et sa réutilisation dans l'immédiat paraît impossible, tant la communauté de Valence est endettée.